# Electronegatividad

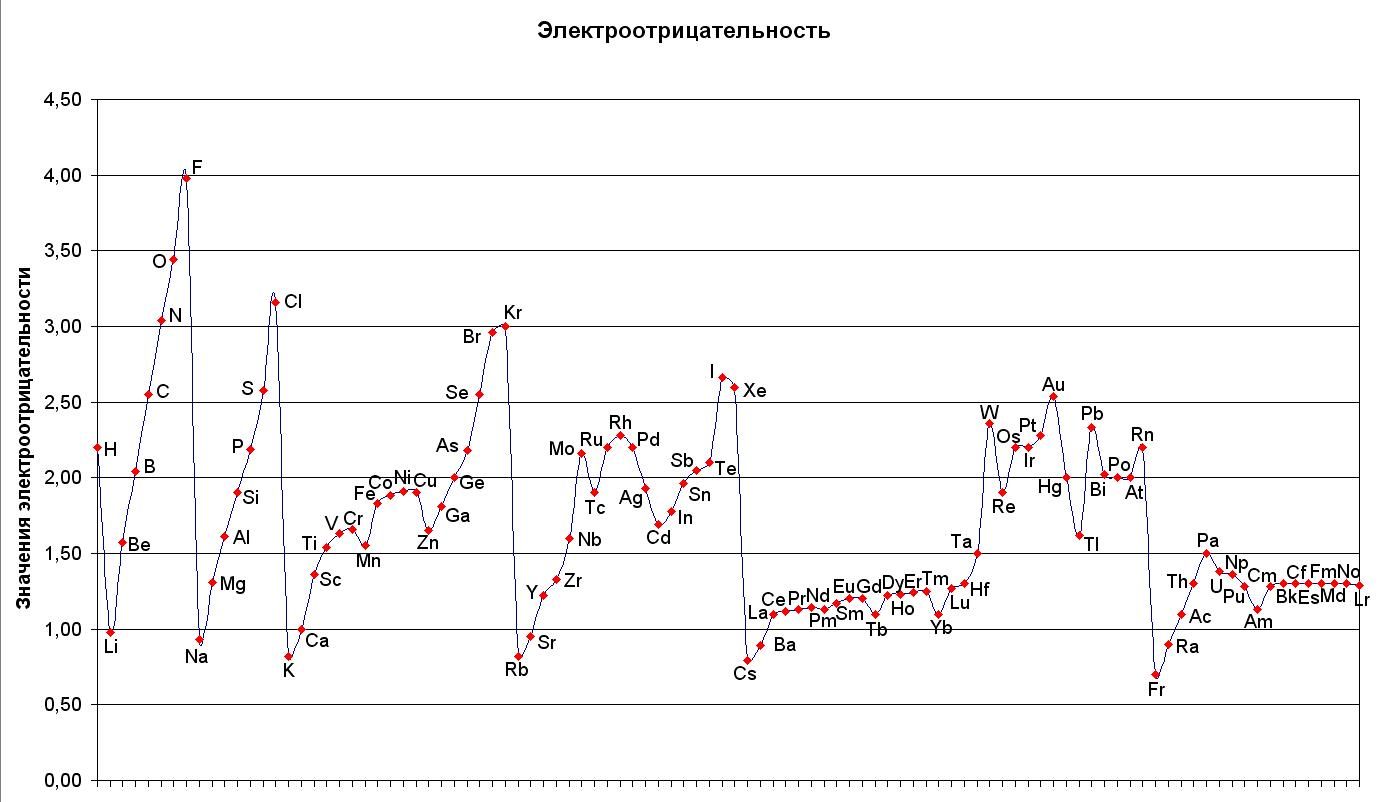
La electronegatividad de los distintos elementos químicos.

La electronegatividad de un elemento químico es la tendencia de un átomo de dicho elemento a atraer a los electrones compartidos (o, más estrictamente, la densidad electrónica) al formar un enlace químico. La electronegatividad permite estimar cuantitativamente la energía de enlace, así como el signo y la magnitud de la polaridad de un enlace, lo que a su vez permite caracterizar un enlace a lo largo de una escala continua desde el enlace covalente hasta el iónico. El término opuesto, electropositividad, caracteriza la tendencia de un elemento a donar electrones de valencia.
La electronegatividad de un átomo determinado está afectada fundamentalmente por dos magnitudes: su número atómico y la distancia promedio de los electrones de valencia con respecto al núcleo atómico. Esta propiedad se ha podido correlacionar con otras propiedades atómicas y moleculares. Fue Linus Pauling el investigador que propuso esta magnitud por primera vez en el año 1932, como un desarrollo más de su teoría del enlace de valencia. La electronegatividad no se puede medir experimentalmente de manera directa como, por ejemplo, la energía de ionización o la energía de disociación de enlaces, pero se puede determinar de manera indirecta efectuando cálculos a partir de otras propiedades atómicas o moleculares.
Se han propuesto distintos métodos para su determinación y, aunque hay pequeñas diferencias entre los resultados obtenidos, todos los métodos muestran la misma tendencia periódica entre los elementos.
El procedimiento de cálculo más común es el inicialmente propuesto por Pauling. El resultado obtenido mediante este procedimiento es un número adimensional que se incluye dentro de la escala de Pauling. Esta escala varía entre 0,65 para el elemento menos electronegativo (francio) y 4,0 para el mayor (flúor), partiendo del valor de referencia de 2.2 para el hidrógeno.
Es interesante señalar que la electronegatividad no es estrictamente una propiedad atómica, pues se refiere a un átomo dentro de una molécula y, por tanto, puede variar ligeramente cuando varía el «entorno» de un mismo átomo en distintos enlaces de distintas moléculas. La propiedad equivalente de la electronegatividad para un átomo aislado sería la afinidad electrónica o electroafinidad.
Dos átomos con electronegatividades muy diferentes forman un enlace iónico. Pares de átomos con diferencias pequeñas de electronegatividad forman enlaces covalentes polares con la carga negativa en el átomo de mayor electronegatividad.

## Escalas de electronegatividad
Los diferentes valores de electronegatividad se clasifican según diferentes escalas, entre ellas la escala de Pauling anteriormente aludida y la escala de Mulliken.
En general, los diferentes valores de electronegatividad de los átomos determinan el tipo de enlace que se formará en la molécula que los combina. Así, según la diferencia entre las electronegatividades ({\displaystyle \scriptstyle \Delta \chi }) de estos se puede determinar (convencionalmente) si el enlace será, según la escala de Linus Pauling:
- Covalente apolar: {\displaystyle 0\leq \Delta \chi \leq 0.4}
- Covalente polar: {\displaystyle 0.5\leq \Delta \chi \leq 1.6}
- Iónico:{\displaystyle 1.7\leq \Delta \chi }

Cuanto más pequeño es el radio atómico, mayor es la energía de ionización, mayor la electronegatividad y viceversa. La electronegatividad es la tendencia o capacidad de un átomo, en una molécula, para atraer hacia sí los electrones. Ni las definiciones cuantitativas ni las escalas de electronegatividad se basan en la distribución electrónica, sino en propiedades que se supone reflejan la electronegatividad.
La electronegatividad de un elemento depende de su estado de oxidación y, por lo tanto, no es una propiedad atómica invariable. Esto significa que un mismo elemento puede presentar distintas electronegatividades dependiendo del tipo de molécula en la que se encuentre, por ejemplo, la capacidad para atraer los electrones de un orbital híbrido {\displaystyle sp^{n}} en un átomo de carbono enlazado con un átomo de hidrógeno, aumenta en consonancia con el porcentaje de carácter s en el orbital, según la serie etano < etileno(eteno) < acetileno(etino).
La escala de Pauling se basa en la diferencia entre la energía del enlace A-B en el compuesto {\displaystyle AB_{n}} y la media de las energías de los enlaces homopolares A-A y B-B.
El flúor es el elemento más electronegativo de la tabla periódica, mientras que el Francio es el elemento menos electronegativo de la tabla periódica. Resaltar que los valores de la electronegatividad aumentan de abajo hacia arriba y de izquierda a derecha. 
R. S. Mulliken propuso que la electronegatividad de un elemento puede determinarse promediando la energía de ionización de sus electrones de valencia y la afinidad electrónica. Esta aproximación concuerda con la definición original de Pauling y da electronegatividades de orbitales y no electronegatividades atómicas invariables.
La escala Mulliken (también llamada escala Mulliken-Jaffe) es una escala para la electronegatividad de los elementos químicos, desarrollada por Robert S. Mulliken en 1934. Dicha escala se basa en la electronegatividad Mulliken (cM) que promedia la afinidad electrónica A.E. (magnitud que puede relacionarse con la tendencia de un átomo a adquirir carga negativa) y los potenciales de ionización de sus electrones de valencia P.I. o E.I. (magnitud asociada con la facilidad, o tendencia, de un átomo a adquirir carga positiva). Las unidades empleadas son el kJ/mol:
{\displaystyle \chi ={\frac {1}{2}}(E_{\rm {ea}}+E_{\rm {i}})}
En la siguiente tabla se encuentran algunos valores de la electronegatividad para elementos representativos en la escala Mulliken:
| Al 1,5  | Ar---- | As 2,26 | B 1,83  | Be 1,99 | Br 3,24 | C 2,67  | Ca 1,30 | Cl 3,54 | F 4,42  | Ga 1,34 |
| Ge 1,95 | H 3,06 | I 2,88  | In 1,30 | K 1,03  | Kr 2,98 | Li 1,28 | Mg 1,63 | N 3,08  | Na 1,21 | Ne 4,60 |
| O 3,21  | P 2,39 | Rb 0,99 | S 2,65  | Sb 2,06 | Se 2,51 | Si 2,03 | Sn 1,83 | Sr 1,21 | Te 2,34 | Xe 2,59 |

E. G. Rochow y A. L. Alfred definieron la electronegatividad como la fuerza de atracción entre un núcleo y un electrón de un átomo enlazado.

## Electronegatividades de los elementos
Medidas en la escala de Pauling.
| Grupo (Vertical)     | 1       | 2       | 3       | 4       | 5       | 6       | 7       | 8       | 9       | 10      | 11      | 12      | 13      | 14      | 15      | 16      | 17      | 18      |  |
| Período (Horizontal) |         |         |         |         |         |         |         |         |         |         |         |         |         |         |         |         |         |         |  |
| 1                    | H 2,20  |         |         |         |         |         |         |         |         |         |         |         |         |         |         |         |         | He      |  |
| 2                    | Li 0,98 | Be 1,57 |         |         |         |         |         |         |         |         |         |         | B 2,04  | C 2,55  | N 3,04  | O 3,44  | F 3,98  | Ne      |  |
| 3                    | Na 0,93 | Mg 1,31 |         |         |         |         |         |         |         |         |         |         | Al 1,61 | Si 1,90 | P 2,19  | S 2,57  | Cl 3,16 | Ar      |  |
| 4                    | K 0,82  | Ca 1,0  | Sc 1,36 | Ti 1,54 | V 1,63  | Cr 1,66 | Mn 1,55 | Fe 1,83 | Co 1,88 | Ni 1,91 | Cu 1,90 | Zn 1,65 | Ga 1,81 | Ge 2,01 | As 2,18 | Se 2,55 | Br 2,96 | Kr 3,00 |  |
| 5                    | Rb 0,82 | Sr 0,95 | Y 1,22  | Zr 1,33 | Nb 1,6  | Mo 2,16 | Tc 1,9  | Ru 2,2  | Rh 2,28 | Pd 2,20 | Ag 1,93 | Cd 1,69 | In 1,78 | Sn 1,8  | Sb 2,05 | Te 2,1  | I 2,66  | Xe 2,60 |  |
| 6                    | Cs 0,79 | Ba 0,89 | *       | Hf 1,3  | Ta 1,5  | W 2,36  | Re 1,9  | Os 2,2  | Ir 2,2  | Pt 2,28 | Au 2,54 | Hg 2,00 | Tl 1,62 | Pb 2,33 | Bi 2,02 | Po 2,0  | At 2,2  | Rn 2,2  |  |
| 7                    | Fr 0,7  | Ra 0,9  | **      | Rf      | Db      | Sg      | Bh      | Hs      | Mt      | Ds      | Rg      | Cn      | Nh      | Fl      | Mc      | Lv      | Ts      | Og      |  |
|                      |         |         |         |         |         |         |         |         |         |         |         |         |         |         |         |         |         |         |  |
| Lantánidos           | *       | La 1,1  | Ce 1,12 | Pr 1,13 | Nd 1,14 | Pm 1,13 | Sm 1,17 | Eu 1,2  | Gd 1,2  | Tb 1,1  | Dy 1,22 | Ho 1,23 | Er 1,24 | Tm 1,25 | Yb 1,1  | Lu 1,27 |         |         |  |
| Actínidos            | **      | Ac 1,1  | Th 1,3  | Pa 1,5  | U 1,38  | Np 1,36 | Pu 1,28 | Am 1,13 | Cm 1,28 | Bk 1,3  | Cf 1,3  | Es 1,3  | Fm 1,3  | Md 1,3  | No 1,3  | Lr 1,3  |         |         |  |
|                      |         |         |         |         |         |         |         |         |         |         |         |         |         |         |         |         |         |         |  |

## Otros sistemas de medición de la electronegatividad

### Electronegatividad de Allred y Rochow
Albert L. Allred y Eugene G. Rochow consideraron que la electronegatividad debe estar relacionada con la carga experimentada por un electrón en la "superficie" de un átomo: cuanto mayor sea la carga por unidad de área de superficie atómica, mayor es la tendencia de ese átomo a atraer electrones. La carga nuclear efectiva,  z   ef , experimentada por un electrón de valencia s se puede estimar utilizando las reglas de Slater, mientras que el área de superficie de un átomo en una molécula se puede tomar como proporcional al cuadrado del Radio covalente,  R   Cov . Cuando  R   Cov  se expresa en picómetros, alt URL

### Ecualización de la electronegatividad de Sanderson
Robert Thomas Sanderson también notó la relación entre la electronegatividad de Mulliken y el tamaño atómico, y propuso un método de cálculo basado en el recíproco del volumen atómico. Con el conocimiento de las longitudes de enlace, el modelo de Sanderson permite la estimación de las energías de enlace en una amplia gama de compuestos. El modelo de Sanderson también se ha utilizado para calcular la geometría molecular,  S -Electron Energy, constantes de acoplamiento NMR de espinda giratoria y otros parámetros para compuestos orgánicos. Este trabajo subyace al concepto de ecualización de la electronegatividad, lo que sugiere que los electrones se distribuyen alrededor de una molécula para minimizar o igualar la electronegatividad de Mulliken. Este comportamiento es análogo a la ecualización de potencial químico en termodinámica macroscópica.

### Electronegatividad de Allen
Quizás la definición más simple de electronegatividad es la de Leland C. Allen, quien ha propuesto que está relacionada con la energía promedio de los electrones de valencia en un átomo libre,

## Grupo electronegativo
En química orgánica, la electronegatividad se asocia más con diferentes grupos funcionales que con átomos individuales. Los términos grupo electronegativo y sustituyente electronegativo se pueden considerar términos sinónimos. Es bastante corriente distinguir entre efecto inductivo y resonancia, efectos que se podrían describir en términos de electronegatividades σ y π, respectivamente. También hay un número de relaciones lineales con la energía libre que se han usado para cuantificar estos efectos, como la ecuación de Hammet, que es la más conocida.